# La baia della morte
La baia della morte (Бухта смерти, Buchta smerti) è un film del 1926 diretto da Abram Room.

## Trama
Uno dei porti meridionali viene occupato dai Bianchi. Dopo un tentativo fallito di rubare munizioni dalle caserme per i partigiani, Nikolai Razdolny (A. Matsevich) fugge verso un faro, dove i guerriglieri hanno rafforzato le loro posizioni. Le Guardie Bianche iniziano a sorvegliare il padre di Nikolai, Ivan (V. Yaroslavtsev), che in passato non condivideva le idee del figlio. Quando arrestano il comando rivoluzionario della nave Swan insieme al vecchio Razdolny, che lavora come meccanico, gli ordinano di riprendere il suo incarico. Ma mentre la Swan si avvicina al faro, il meccanico apre il Kingston e la nave inizia ad affondare.

## Personaggi
- Ivan Razdolny, interpretato da V. Yaroslavtsev; meccanico.
- Nikolai Razdolny, interpretato da A. Matsevich; figlio maggiore di Ivan.
- Pavlik Razdolny, interpretato da Vasili Lyudvinsky; figlio minore di Ivan.
- Elisaveta Razdolny, interpretata da A. Ravich; moglie di Ivan.
- Surkov, interpretato da Nikolai Saltykov.
- Masloboev, interpretato da Leonid Yurenev.
- Anna Kuznetsova, interpretata da Elizaveta Kartasheva.
- Capitano della nave, interpretato da Aleksei Kharlamov.
- Saim, interpretato da Artashes Ai-Artyan.
- Spia, interpretata da Boris Zagorsky.
- Alibekov, interpretato da Andrey Fayt.